# Sea Limited
Sea Limited ist eine Aktiengesellschaft aus Singapur. Sie wurde 2009 von Forrest Li gegründet. Sie betreibt Garena, einen Herausgeber von Online-Videospielen, und Shopee, eine E-Commerce-Plattform, die in Südostasien tätig ist. Im Jahr 2020 hat Sea Ltd deutlich an Marktwert hinzugewonnen und erreichte am 23. August 2020 einen Börsenwert von 72 Milliarden US-Dollar.

## Produkte
- Shopee ist eine E-Commerce-Plattform, die 2015 in Singapur gestartet wurde. Sie hat lokale Marktplätze in Malaysia, Thailand, Taiwan, Indonesien, Vietnam, auf den Philippinen und in Brasilien.[2]
- 2017 entwickelte Garena Free Fire, ein Online-Action-Adventure-Spiel, das das meistheruntergeladene Spiel des Google Play Store von 2019 war.[3]
- 2019 wurde zusammen mit Activision die App Call of Duty: Mobile herausgebracht.